# 貢井胡氏民居
貢井胡氏民居位於四川省自貢市貢井區，文物遺址年代判定為清。2012年7月16日公佈為第八批四川省文物保護單位。

## 簡介[2]
貢井胡氏民居位於四川省自貢市貢井區長土鎮沿河路144號，原貢井鹽廠廠部，坐東南向西北，建於清道光至光緒年間，建築占地面積約2562.2平方公尺。整體建築為磚木結構，穿斗、抬梁式構架，小青瓦屋面。在繡樓和祠堂前有荷花池，四周則以廊樓、山牆環繞和銜接。木雕、石雕、泥塑等遍佈整個建築，對研究清代四川鹽商建築具有重要的價值。第三次全國文物普查新發現。